# エキサイトステージ
『エキサイトステージ』は、エポック社から発売されたサッカーを題材にしたコンピュータゲーム（サッカーゲーム）。本項ではシリーズ作品を含めて扱う。

## シリーズ一覧
- Jリーグエキサイトステージ94（スーパーファミコン、1994年5月1日）
- Jリーグエキサイトステージ95（スーパーファミコン、1995年4月28日）
- Jリーグエキサイトステージ96（スーパーファミコン、1996年4月26日）

スーパーファミコンで発売された『Jリーグエキサイトステージ 94』『~95』『~96』はシリーズ中でも特に有名で、当時のJリーグのチームと選手が実名で登場する。『フォーメーションサッカー』の流れを継ぐ軽快な操作性と、区画された図面上に選手を自由に配置できるフォーメーションシステム、サロンフットボール（室内サッカー）モードが人気を博し、スーパーファミコンを代表するサッカーゲームとして名を連ねる作品である。中でもサロンフットボールは反則し放題でファウル・イエローカード・レッドカードが一切適用されないルール無用のプレイが出来るため、人気がある。また、いわゆる「裏技」を使用することでチームを「日本代表」「オール外人」にすることが可能。
- JリーグエキサイトステージGB（ゲームボーイカラー、1999年8月13日）

当時のJリーグのクラブと選手が実名で登場する。選手のグラフィックは2頭身にデフォルメされている。自由に変更できるフォーメーション設定などは健在。 
- インターナショナルサッカー エキサイトステージ2000（プレイステーション、2000年8月24日）

シリーズで初めてJリーグではなくナショナルチームを主題にしている。A代表32チームとU-23代表16チームが登場する。
- Jリーグエキサイトステージ タクティクス（ゲームボーイカラー、2001年7月20日）

シリーズで唯一のシミュレーションゲーム。監督や経営者としてJリーグクラブを率いる。
- カードスキャン! エキサイトステージ サッカー日本代表チーム（玩具、2006年4月20日）

カードスキャン機能付き、テレビにつないで遊ぶ玩具。日本代表のみ実名で登場。別売りのカードで日本代表の選手をパワーアップできる。